# Bothriospermum imaii
Bothriospermum imaii là loài thực vật có hoa trong họ Mồ hôi. Loài này được Nakai mô tả khoa học đầu tiên năm 1909.